# Nicole Du Hausset
Nicole du Hausset (* 14. Juli 1713 in Vitry-le-François; † 24. Juli 1801 in Paris) war eine Kammerzofe der Madame de Pompadour und fiktive Autorin von Memoiren.

## Leben
Nicole du Hausset (wirklicher Name: Nicole Collesson) war die Erste Kammerzofe der Madame de Pompadour. Sie gilt bis heute als die Autorin der viel gelesenen Mémoires de Madame du Hausset. Wie jedoch André Vielwahr von der Fordham University überzeugend nachwies, handelt es sich um ein literarisches Werk von Gabriel Sénac de Meilhan. Sénac verkaufte das Manuskript vor seinem Tod in Wien an Quintin Craufurd, der es 1809 veröffentlichte, als Sénac bereits 6 Jahre tot war. Die erste Auflage war so beschränkt, dass der Text nicht wahrgenommen wurde. Erst die 2. Auflage von 1824 machte das Buch berühmt (mit zahlreichen weiteren Auflagen sowie Übersetzungen ins Englische). Vor Vielwahr 1970 gab es nur wenig Zweifel an seiner Echtheit (Ausnahmen: Pierre Gaxotte 1954/1961 und Jacques Levron 1961). Auch nach 1970 hielt sich hartnäckig die Vorstellung der Authentizität.

## Ausgaben (seit 1970)
- Mémoires de Madame Du Hausset sur Louis XV et Madame de Pompadour. Hrsg. Jean-Pierre Guicciardi (* 1943). Mercure de France, Paris 1985, 2002.
- Mémoires sur la marquise de Pompadour écrits par sa femme de chambre, madame du Hausset. Paleo, Clermont-Ferrand 2009.
- Mémoires de madame du Hausset femme de chambre de madame de Pompadour. Delenn Harper, Saubion 2021.